# Clawson (Utah)
Clawson è una città degli Stati Uniti d'America, situata nello Stato dello Utah, nella Contea di Emery.